# Иремель (песня)
«Иремель» (баш. Ирәмәл) — башкирская лирическая народная песня узун-кюй.

## История
Создание песни «Иремель» связано с Отечественной войной 1812 года.
Мелодия песни «Иремель» впервые записана С. А. Галиным в 1962 году в Челябинской области. Тексты песни с вариантами опубликованы в песенном сборнике «Башҡорт халыҡ ижады. Йырҙар» («Башкирское народное творчество. Песни») в 1974 году.
Запись песни произведена Д. Ж. Валеевым.
Песня пронизана чувством любви к Родине, к ближнему. Текст построен как диалог между молодожёнами, собирающимися на войну.

## Исполнители
Ф. Кильдиярова, А. Г. Галимов, Т. Х. Узянбаева.